# Lajbnicja
Lajbnicja (Leibnitzia Cass.) – rodzaj roślin z rodziny astrowatych (Asteraceae). Obejmuje 6 gatunków. Cztery z nich występują we wschodniej Azji od Syberii poprzez Mongolię, Chiny po Japonię oraz w rejonie Himalajów i w Kirgistanie. Dwa gatunki (L. lyrata i L. occimadrensis) rosną w Meksyku, a pierwszy z nich także w południowo-zachodniej części Stanów Zjednoczonych. Rośliny tego rodzaju wyróżniają się tworzeniem jesienią kwiatostanów z kwiatami klejstogamicznymi.
Rośliny z tego rodzaju uprawiane są w ogrodach skalnych. Wymagają słonecznych lub półcienistych stanowisk i przepuszczalnego podłoża. Rozmnażane są za pomocą nasion lub przez podział.
Nazwa rodzaju upamiętnia Gottfrieda Wilhelma Leibniza (1646–1716), niemieckiego filozofa i naukowca.

## Morfologia
PokrójByliny osiągające od kilku cm wysokości do ponad 60 cm. Mają korzenie wiązkowe. Kwiatostany na głąbikach pojedynczych lub kilku.
LiścieWszystkie odziomkowe, skupione w przyziemną rozetę, ogonkowe. Blaszka lancetowata, jajowata do lirowatej, zatokowo klapowana do ząbkowanej, rzadziej głęboko wcinana lub całobrzega. Od spodu gęsto owłosiona, z góry naga lub łysiejąca.
KwiatyZebrane w koszyczki wyrastające pojedynczo na szczytach bezlistnych pędów. Koszyczki prosto wzniesione. Okrywy z listkami 3–4 lub większej liczbie rzędów, nierównymi, lancetowatymi do równowąskich, o końcach zaostrzonych. Dno kwiatostanu płaskie lub wypukłe, nagie, bez plewinek, czasem dołeczkowane. Kwiaty zewnętrzne w koszyczkach żeńskie, wiosenne i letnie z dość szerokim języczkiem barwy różowej lub fioletowej, jesienne – z silnie zredukowanym. Wewnętrzne kwiaty w koszyczku obupłciowe, z koroną białawą, wiosną i latem z 5 łatkami zagiętymi lub podwiniętymi, jesienią z łatkami prosto wzniesionymi. Słupek krótko rozwidlony na końcu.
OwoceWrzecionowate niełupki zwykle z 8 lub większą liczbą żeber, zwężone w wąski dzióbek osiągający u niektórych gatunków do 1/3 długości całego owocu. Na powierzchni owoce szczecinkowato owłosione. Puch kielichowy w postaci kilkudziesięciu pierzastych włosków wyrastających w dwóch lub trzech rzędach.

## Systematyka
Pozycja systematyczna
Rodzaj z podplemienia Mutisiinae (Cass.) Dumort. (1829), plemienia Mutisieae Cass. (1819) i podrodziny Mutisioideae w obrębie rodziny astrowatych (Asteraceae). 
Wykaz gatunków
- Leibnitzia anandria (L.) Nakai – lajbnicja Anandra[5], lajbnicja niemęska[6]
- Leibnitzia knorringiana (B.Fedtsch.) Pobed.
- Leibnitzia lyrata (Sch.Bip.) G.L.Nesom
- Leibnitzia nepalensis (Kunze) Kitam. – lajbnicja nepalska[5]
- Leibnitzia occimadrensis G.L.Nesom
- Leibnitzia ruficoma (Franch.) Kitam.